# ゴーゴーカレーグループ

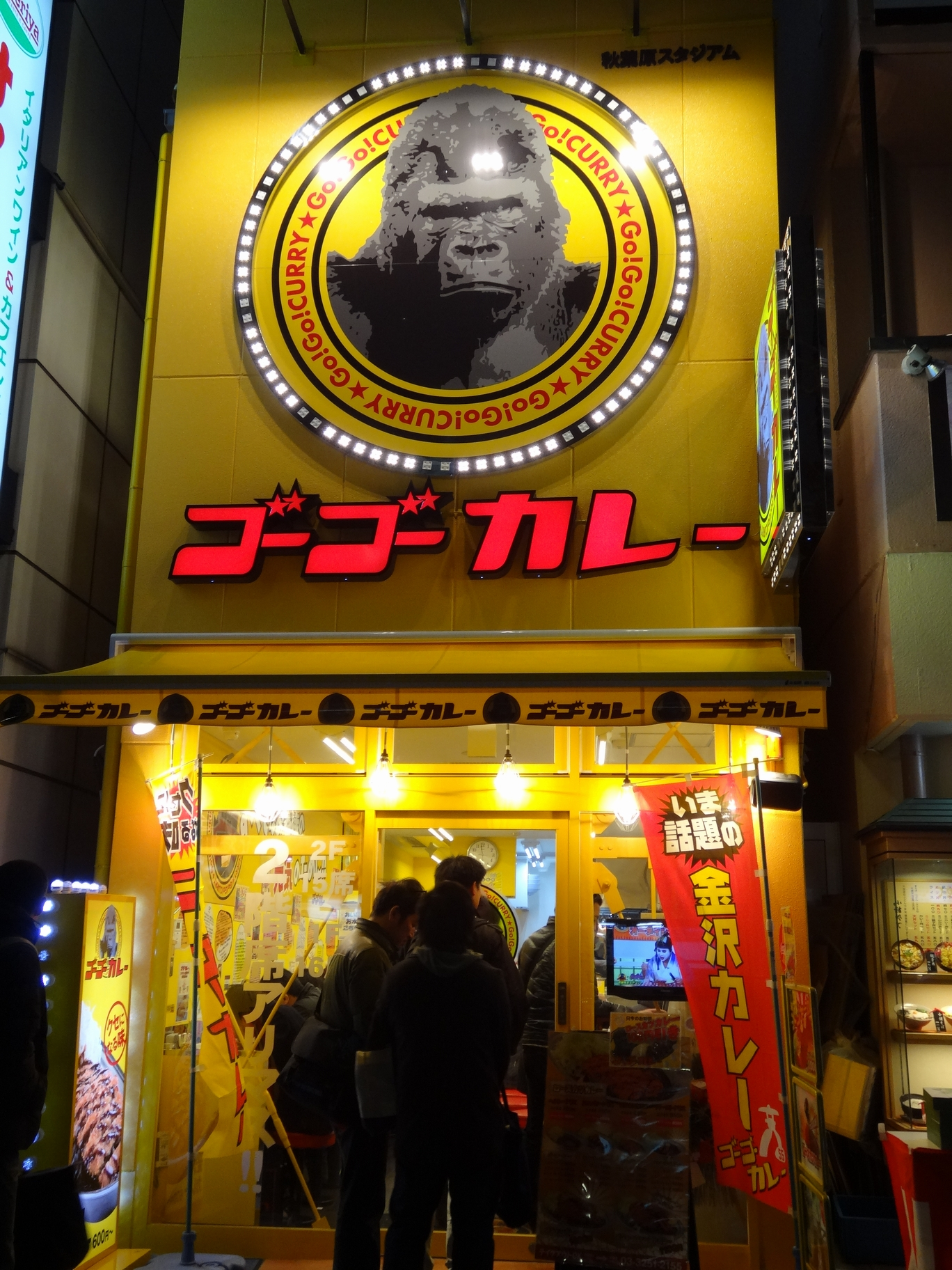
秋葉原スタジアム店（閉店）

株式会社ゴーゴーカレーグループは、金沢カレーの「ゴーゴーカレー」「カレーハウス・ターバン」などをチェーン運営する企業。本社は石川県金沢市。直営店、フランチャイズにより石川県、東京都などを中心に店舗を展開している。2020年頃からは「世界一のカレー専門商社」を名乗っている。
ゴーゴーカレーはゴリラがトレードマーク。

## 会社概要
2003年（平成15年）に創業した。2004年（平成16年）5月、新宿にゴーゴーカレー1号店を開店。
2005年（平成17年）5月に石川県初となる金沢本店をオープンし、金沢市を本拠として事業を展開するようになった。
2007年（平成19年）5月にはアメリカ・ニューヨークに初出店。
2019年（令和元年）から第一屋製パン（第一パン、東京都小平市）とカレーパンの共同開発を行い期間限定発売を行っている。
2017年（平成29年）、金沢市の老舗インドカレー店「ホットハウス」の経営を引き継ぐ。
2019年（令和元年）10月、カレーハウス・ターバンを運営する株式会社ターバンカレーを吸収合併。ターバン側の経営陣が高齢化し後継者も不在だったため、ゴーゴーカレーが事業継承型M&Aにより経営を引き継いだ。また東京都・神奈川県で展開するインド料理店「サムラート」の製造部門を買収し、ハラール認証を受けたカレーの提供や輸出にも乗り出す。
2022年（令和4年）、日本製麻の株式25万8800株を取得し、筆頭株主になった。
2023年（令和5年）1月15日付で本社を東京有楽町から金沢市沖町の直売所に移転（本店は東京都千代田区大手町2-6-2日本ビル3階にあったが、移転直前の本店所在地は東京都千代田区有楽町にあった）。同年1月27日までに移転作業を終え、2月9日に移転を記念した式典を実施。
2023年（令和5年）3月8日、臨時株主総会及び取締役会において、創業者宮森宏和の後任として西畑誠が代表取締役社長に選任される。

## ゴーゴーカレー

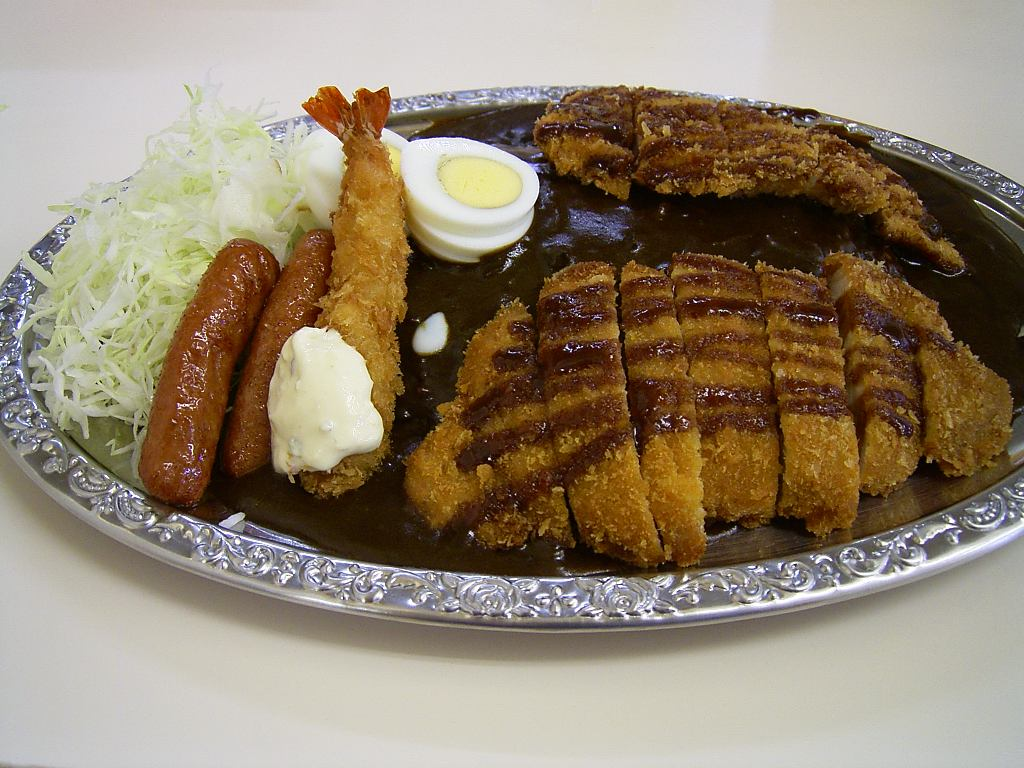
メジャーカレー

### 特徴
金沢カレー特有の黒くてドロリとした濃厚なカレーソースであり、独特の風味を持つ。これは姉妹店のターバンカレーを元に開発されたゴーゴーカレー独自のソースである。辛さよりも塩味が強く、一般的なカレーとは少し異なるが、食べにくさなどはない。
ソースに具は入っていないため、基本的にはロースカツ、チキンカツ、エビフライ、ソーセージ、ゆで卵などのトッピングに、ソースをからめて食べることを想定したカレーと言える。

### メニュー
レギュラーメニューはロースカツ、チキンカツ、エビフライ、ウインナーのいずれか1種類をトッピングしたものと、トッピングの無い「ゴーゴーカレー」の全5種類。サイズはヘルシー（小盛）、エコノミー（並盛）、ビジネス（大盛）、ファースト（特盛）の4段階だが、一部ヘルシーより量の少ないソフト（特小盛）を扱っている店舗もある。
看板メニューは上記全てのトッピングに加え、ゆで卵を追加した「メジャーカレー」。価格はエコノミーの量で1000～1200円前後（店舗により異なる）と、比較的リーズナブルである。800gほどの量で2400キロカロリーと、そのボリュームと話題性からTV放映も度々行われた。
更にボリュームを3倍ほどに増加させた1日限定5食の「メジャーカレー ワールドチャンピオンクラス」（2.5kg）や、一部店舗ではその上を行く「メジャーカレー スペースチャンピオンクラス」（5.5kg）も存在する。「ワールドチャンピオンクラス」を1人で完食すると、公式サイト上で写真を掲載することも可能であり、女性の完食者も少なくない。
上記メニューの他、店舗によってはオリジナルのトッピングを使用したメニューも存在する。

### 数字の「5」のこだわり
- ルーは55の工程で5時間かけて煮込み、55時間寝かせている[1]。
- 開店時間、閉店時間も○時55分になっている店舗が多い。
- かつて、開店から午後5時55分までは「ゴーゴータイム」として、ロースカツカレーとチキンカツカレーのヘルシークラス以上のサイズを通常価格より100円引きで販売していたが、コストの上昇のため、一部の店舗をのぞき2018年7月限りで終了した。
- 毎月「5」のつく日は「ゴーゴーデー」として、トッピングサービス券を1枚進呈している。また、新規店舗は必ずゴーゴーデーに開店しており[注 1]、その際は記念として全店舗で2枚進呈している。
- 毎年5月5日は「ゴーゴーバースデー」として、プレミアムチケットという5枚綴りのトッピングサービス券を進呈している。ただし、この日に限りワールドチャンピオンクラスの販売はなく、トッピングサービス券は利用出来ない。以前はファーストクラス、メジャーカレー、店舗限定メニューを除くメニューを500円で提供していたが、2017年で終了した（ただし、池袋東口スタジアムなど一部の店舗では2018年も実施された）。
- 以前は新規開店の店舗についても同様に500円イベントを1ヶ月程度実施することもあった。2014年後半まではオープン初日に数量限定（先着555名）で55円のイベントのみを実施していた。

### 評価・評判
- 雑誌『日経トレンディ』で一度だけ開催されたカレーチェーン選手権ではルー部門、ライス部門、カツ部門で3冠を達成した（選手権参加チェーンはカレーハウスCoCo壱番屋、リトルスプーン、バルチックカレーなど）。人気店がある一方で都内でも新宿百人町店、新橋店が閉店している（新宿百人町店は新宿東口中央通店への移転統廃合）。
- Amazon.co.jpでの「ゴーゴーカレー レトルトカレー 詰め合わせ 中辛 10食 セット （2食入×5箱」やじゃらん等の各種サイトで評価を参照すると、「美味しい」、「濃厚で美味しい」など肯定的なコメントがある一方、「人を選ぶ味」、「あまり好きではない」とのコメントもある。とろみとコクの強い金沢カレーという特性上、食べる人の好みにより評価が分かれるということは否定できない。

### 店舗展開
石川県の企業だが、西新宿の8.5坪（新宿本店）が1号店。その後、北陸地方、東京を中心に店舗展開を進める。フランチャイズを中心に全国展開を目指すとしている。
2011年5月開店の池袋サンシャイン中央通りスタジアム以降に開店する店舗は○○スタジアムや〇〇パークなどを中心とした店名を付けている。他には下北沢劇場（周辺に劇場が多いことから・2013年11月30日閉店）、イオンモール船橋ドーム（2014年9月閉店）、ららぽーとTOKYO-BAYドーム（2015年1月閉店）、イオンモール香椎浜ドーム、金沢駅総本山（JR西日本金沢支社管内の駅ナカ第1号店）等も存在する。
2023年10月現在、北海道、東北地方のうち山形県を除く全県、関東地方のうち山梨県を除く全県、北信越地方全県、近畿地方全県、中国地方のうち鳥取県を除く全県、高知県、福岡県、長崎県、宮崎県、鹿児島県の34都道府県、並びに日本国外ではアメリカ合衆国とインドネシアに展開している。

## 店舗の特徴
ここでは一般的な店舗の特徴を紹介する。

### 外観
ほとんどの店舗が以前に飲食店を行っていた居抜き物件を使用しており、開店費用が抑えられている。そのため、外観や席の配置などが店舗ごとに異なっているのが特徴である。
外観は入り口が狭く黄色の派手な看板が設置されている。店内もかなり狭くカウンター中心でテーブル席もわずかにあり合計で15〜30席程度である。10代後半から40代の男性が客層の中心であり一人客も多い。女性客は持ち帰りが多い。新しい店舗が多いこともあり2008年現在においては比較的清潔で完全禁煙が実施されている。
1.5等地〜2等立地中心の出店でローコストでリピーターを増やせるとはしているが、高田馬場店のように駅出口の真正面という超1等地の出店もある。
金沢本店は、住所と電話番号にこだわり、ともに"5"が3回入るものになっている。

### 設備・注文方法
※以下は店舗によってかなりの違いがあるため、一般的な記述にとどめる。
店内入口の券売機で食券を購入してから、自由に空いている席につく。追加トッピングも券売機にて選択購入する。トッピングサービス券は、店員に渡して注文する際に追加内容を申告する。またキャベツ・ソースが不要な場合も申告を行う。
カウンター及びテーブルには、飴玉、福神漬けと冷水入りのポットが置かれている。冷水は店員が注文時に最初の1杯目を持ってくるため、一部店舗を除きコップは置かれていない。飴玉の包装にはロゴのゴリラと店名が印刷されている。
揚げ物は注文後に揚げているため、提供時間はあまり速くはない代わりにサクサクである。オープンキッチンで調理の様子が見える店舗も多い。トッピングサービス券は、配布対象日であれば料理の配膳時に一緒に渡される。トッピングサービス券は次回来店時から、券面記載の有効期限まで使用可能。以前は同一店舗でのみ利用可能だったが、現在では全国共通で使用可能となっている。
無料で「マヨネーズ」「トンカツソース」「タルタルソース」を使用可能。店員に声をかけ依頼する。配膳後に店員が用件をうかがいに来ることはないため、キャベツのお代わりも客から声をかける必要がある。
店内に無料Wi-fiが設置されている店舗も多い（アクセス方法は店舗によって異なる）。

## エピソード

### ターバンカレーとの関係
現在のゴーゴーカレーはターバンのカレーを元に開発されたが、当初ゴーゴーカレー創業者はターバンカレー片町本店で修行を行っており、またオープン時にはターバンカレー創業者の息子夫妻も応援として駆けつけたという経緯がある。
ゴーゴーカレー公式サイトのリンク集で「いつもありがとうございます」と記載されており、またターバンカレー自身も姉妹店と呼び相互リンクしている。前述の通り、2019年にはターバンカレーの運営会社を吸収合併しており、2023年現在は同一企業内の別ブランドという位置づけとなっている。

### 松井秀喜との関係
店名のゴーゴーは、当時の背番号55から取ったものである。なお、2012年よりタンパベイ・レイズへの移籍により背番号が35に変わったが、店名の変更はなかった。
代表の宮森自身が松井秀喜の大ファンであることを公言しており、松井が満塁打を放ったことに刺激を受け、「自分もメジャーを目指したい」と、それまで勤めていた金沢の旅行会社を退職し、創業を決意した。プライベートどころか仕事に関する場の大半でも松井が所属するチームのユニフォームを着用し、移籍の度に変えていたが、引退後は黄色いTシャツを着用している。（スクールエイドジャパン関係を除く）店員の制服も松井が当初所属していたニューヨークヤンキースのユニフォームを模したものとなっている。さらには店内および店外に松井の代名詞として使用されているゴジラをマークとして使用したかったが、権利を持つ東宝への使用料が払えないため、「ゴ」つながりでゴリラをトレードマークとしている。
松井関連のグッズを多く置いており、松井選手やMLBと広告契約を結んでいた東芝の等身大ポスターを、東芝のキャンペーンを紹介している部分をポップで隠した上で設置していた事もある。
北國新聞2007年2月23日掲載の「ゴジラ通信」によれば、松井当人はこれまでゴーゴーカレーを食べたことはなかったという。松井が高校時代にゴーゴーカレーに通っていたという誤解がインターネットを通じて広まっているが、当時はまだゴーゴーカレーは石川県内に店舗がないばかりか設立すらされておらず、よく食べていたのは、星稜高校近くにあるカレーの市民アルバ・鳴和店のカレーである。

## コラボレーション
巨影都市
作中に店舗と「メジャーカレー ワールドチャンピオンクラス」が登場。
STEINS;GATE
アニメ版の続編「STEINS;GATE 0」 において、阿万音 鈴羽が常連になっている店であり、大食い大会で「ワールドチャンピオンクラス」（2.5kg）を完食して優勝し、初の三連覇を達成している。ゲーム版ではダルと由季のデートコースにもなっていた。
エレメンタルストーリー
ユーザー数555万人を突破記念で2018年5月5日～同年7月4日に実施。ゲーム内で記念キャラの配布や店頭貼り出しポスターのQRコードでアイテムが入手できた。
富士急ハイランド
富士五湖国際スケートセンター開業から55周年記念としてコラボレーションを実施。園内で「ロースカツカレー」を販売したり、大型コースターのひとつ「高飛車」の車両にラッピングを施した「ゴゴ飛車」を実施した。また、同園のオリジナルキャラクター「絶叫戦隊ハイランダー」をパッケージに使ったレトルトカレーが園内のおみやげ売場で販売されていた。